# Ann Curry

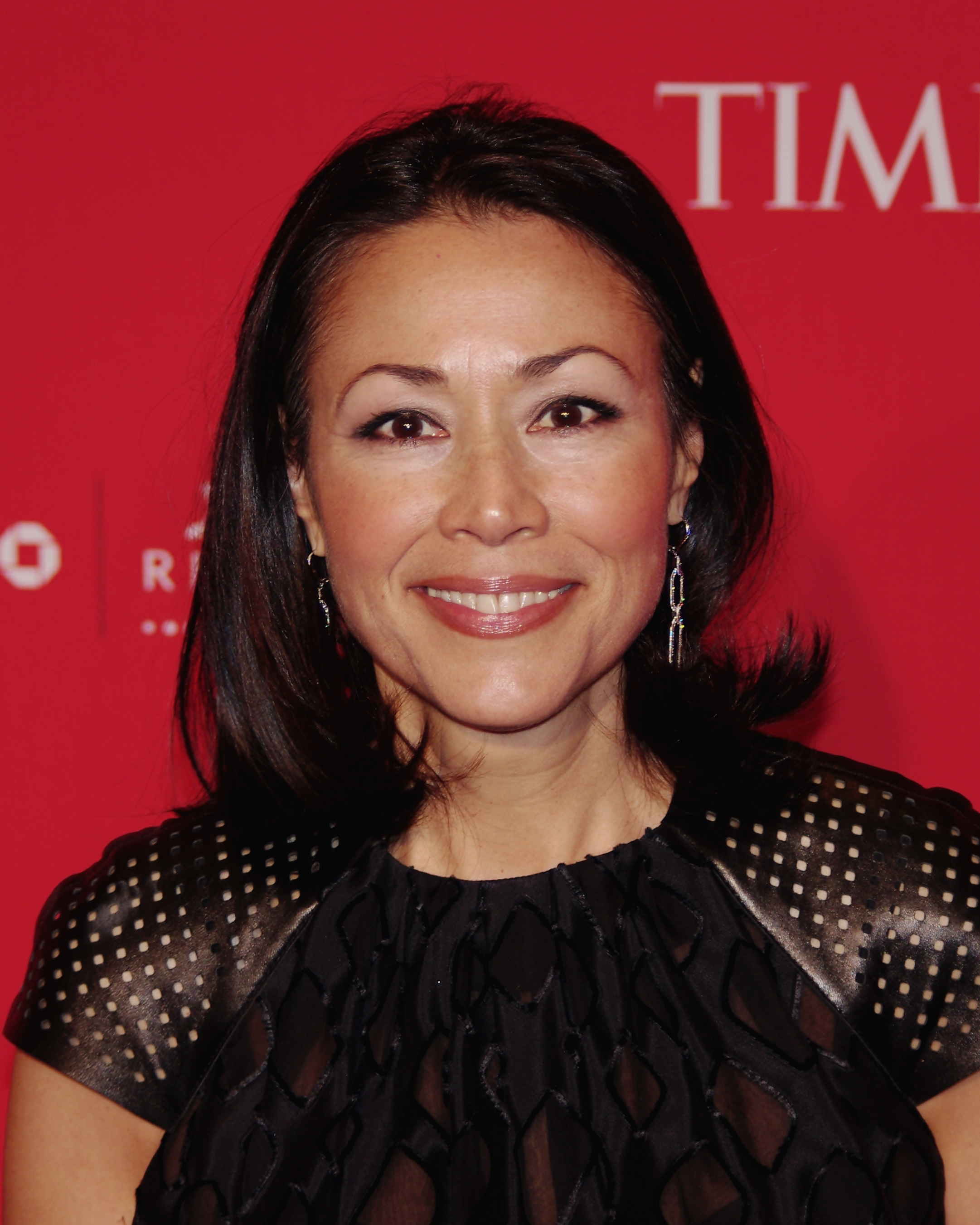
Ann Curry

Ann Curry (* 19. November 1956 in Guam) ist eine US-amerikanische Journalistin und Nachrichtensprecherin.

## Leben
In ihrer Kindheit lebte sie einige Jahre in Japan. Später zog ihre Familie nach Ashland, Oregon, und sie besuchte die Ashland High School. An der University of Oregon studierte sie Journalistik. Curry war als Fernsehmoderatorin von 1997 bis 2012 für die Fernsehsendung Today Show tätig sowie von 2005 bis 2011 für die Fernsehsendung Dateline NBC. Seit 2011 moderiert sie die Fernsehsendung Macy’s Thanksgiving Day Parade. Curry ist mit Brian Ross verheiratet und hat zwei Kinder. Sie wohnt mit ihrer Familie in New Canaan, Connecticut.

## Preise und Auszeichnungen (Auswahl)
- Emmy Awards, 1987 und 2007.
- Ehrendoktor in Journalismus der Southern Oregon University 2010.